# John Llewellyn Rhys
John Llewellyn Rhys (* 1910; † 5. August 1940) war ein britischer Bomberpilot der Royal Air Force und Schriftsteller, dem 1942 posthum der Hawthornden-Preis verliehen wurde und dessen Witwe den renommierten John Llewellyn Rhys Prize stiftete.

## Leben
John Llewellyn Rhys kam 1940 während eines Luftgefechts als Bomberpilot der Royal Air Force ums Leben und war zuvor als Schriftsteller tätig. Für sein Buch England is My Village wurde er 1942 posthum mit dem Hawthornden-Preis geehrt.
Ebenfalls 1942 stiftete seine Witwe Jane Oliver den John Llewellyn Rhys Prize, mit dem bis 2010 jährlich das beste englischsprachige Werk (Belletristik, Sachbuch, Lyrik oder Drama) eines unter 35-jährigen Autors aus dem Vereinigten Königreich oder Commonwealth ausgezeichnet wurde; seit 2011 ist der Preis aufgrund von Finanzierungsproblemen suspendiert.